# براندون دی وایلد
آندره براندون دی وایلد (به انگلیسی: Andre Brandon deWilde) کودک بازیگر آمریکایی که در سال ۱۹۵۳ در ۱۱ سالگی برای بازی در فیلم شین در نقش جو نامزد دریافت جایزه اسکار شد.

## زندگی خصوصی
وی دو بار ازدواج کرد و صاحب یک پسر شد. در سال ۱۹۶۳ با Susan M. Maw ازدواج کرد و صاحب یک پسر به نام Jesse شد و در سال ۱۹۶۹ از همسرش جدا شد و در آوریل ۱۹۷۲ برای بار دوم با Janice Gero ازدواج کرد.

## بخشی از فیلمشناسی
- شین (۱۹۵۳ نامزد جایزه اسکار بهترین بازیگر نقش مکمل مرد)
- آلفرد هیچکاک تقدیم می‌کند (۱۹۶۱)
- همه سقوط می‌کنند (۱۹۶۲)
- ویرجینیایی (۱۹۶۲–۷۰)
- هاد (۱۹۶۳)
- هاوایی فایو-او (۱۹۶۹)
- نایت گالری (۱۹۷۱)
- آیرونساید (۱۹۷۱)